# Van Cleef & Arpels
Van Cleef & Arpels est une entreprise française de haute joaillerie, joaillerie, horlogerie et parfums de luxe fondée en 1906 par Alfred Van Cleef et son beau-frère Salomon dit Charles Arpels à Paris. Leurs pièces sont souvent ornées de fleurs, d'animaux ou de fées et ont été portées par des femmes comme l'impératrice Farah, la duchesse de Windsor, Grace Kelly, Elizabeth Taylor ou Eva Perón.
Depuis 2000, Van Cleef & Arpels appartient au groupe de luxe suisse Richemont.

## Historique

### Origine
La maison Van Cleef & Arpels (initialement Alfred Van Cleef & Salomon Arpels Sarl) est née de l’association d’Alfred Van Cleef (1872 - 1938, né à Paris ), fils d’un artisan lapidaire et courtier en diamants, avec les frères de son épouse en 1906.
Alfred avait épousé, en 1895, sa cousine germaine Esther dite Estelle Arpels, fille d’un négociant en pierres précieuses.
En 1906, s’associant avec Charles-Salomon (1880-1951), suivi de Julien (1884-1964) puis de Louis Arpels (1886-1976), ils ouvrent la première boutique Van Cleef & Arpels au 22 place Vendôme à Paris. D'autres seront ouvertes dans des lieux de villégiature tels que Dinard, Deauville, Vichy, Le Touquet, Nice et Monte-Carlo.
En 1925, Van Cleef & Arpels remporte le Grand prix pour la pièce historique avec le Bracelet aux Roses créé spécialement pour cette occasion à l’Exposition internationale des Arts décoratifs et industriels modernes qui établissait[réf. souhaitée] la prééminence du goût et du luxe français.
En 1926, la fille d’Estelle Arpels et Alfred Van Cleef, Renée Rachel Puissant prend la direction artistique de la maison dont les créations sont dessinées par René Sim Lacaze. Jacques Arpels, Renée Puissant, Claude et Pierre Arpels sont associés dès 1937. Renée assurera la gestion de la maison de 1938 jusqu'à sa mort à Vichy en 1942.
En 1939, Claude Arpels, le neveu d'Estelle, s’installe à New York et ouvre un bureau au 31e étage du Rockefeller Center, au 630 Fifth Avenue. Il ouvre ensuite une boutique à Palm Beach en 1940. Puis en 1942, la maison ouvre les portes de sa première boutique à New York au 744 Fifth Avenue.
Lors de la Seconde Guerre mondiale, la famille Arpels émigre aux États-Unis, hormis Renée et Estelle qui restent en France (respectivement à Vichy et Nice). Le style du XXe siècle de la maison devient alors une combinaison des inspirations américaines et françaises.
Après la guerre, la gestion de la maison est reprise par une deuxième génération de la famille Arpels, Claude (1911-1990), Jacques (1914-2008) et Pierre (1919-1980).
En 1966, Van Cleef & Arpels a été chargé de réaliser la couronne de l'impératrice Farah d'Iran pour son couronnement en 1967. Une équipe a été envoyée en Iran pour réaliser la pièce sur place avec les pierres appartenant au Trésor National placé à la Banque Centrale d'Iran. Après 6 mois de travail, l'entreprise présente à l'impératrice une couronne en velours émeraude sertie de 36 émeraudes, 36 rubis, 105 perles et 1 469 diamants.
En 2000, la société est rachetée par le groupe de luxe suisse Richemont. En 2024, Nicolas Bos, qui dirigeait Van Cleef & Arpels depuis 2013, prend la tête du groupe Richemont. Le 1er septembre 2024, Nicolas Bos a été remplacé par Catherine Rénier, l'ancienne directrice générale de l'horloger Jaeger-LeCoultre.

### XXIesiècle
La maison crée de nouvelles collections de Haute Joaillerie thématiques telles que « L’Atlantide », « Les Voyages Extraordinaires », « Émeraude en Majesté», « Quatre contes de Grimm», « Treasure of rubies», ou encore « California Rêverie », elle ouvre de nouvelles boutiques et crée l'École des Arts Joailliers en 2012.
Van Cleef & Arpels ouvre notamment des magasins au Moyen-Orient et en Asie du Sud-Est, avec ses produits proposés dans des boutiques internes, des boutiques dans les grands magasins et des magasins indépendants. La Maison est aujourd’hui présente dans 28 pays avec un réseau de boutiques internes représentant plus de 70% de son réseau global. Les boutiques internes sont situées notamment à Genève, Zurich, Munich, Londres, Milan, Shanghai et Paris, où l'entreprise a ouvert plusieurs magasins, dont celui de la Place Vendôme.
Aux États-Unis, la société exploite des boutiques internes à New York, Beverly Hills, Chicago, Houston et Las Vegas. Elle possède également des magasins à Naples (Floride), à Palm Beach, ainsi qu'à Aspen.
La marque s'est développée en Australie en 2016 en ouvrant une boutique à Collins Street, Melbourne. L'année suivante, une autre boutique a ouvert ses portes à Castlereagh Street, Sydney.
En 2009, La marque lance une ligne de parfums comprenant six parfums et nommée Collection Extraordinaire.
En 2010, une nouvelle collection de haute joaillerie est lancée durant la Biennale des antiquaires appelée Les Voyages Extraordinaires de Jules Verne.
En 2011, elle ouvre place Vendôme à Paris une nouvelle boutique « le Temps poétique » consacrée aux collections horlogères et au savoir-faire de la maison.
En 2012, la Maison expose plus de 500 créations  au Musée des Arts Décoratifs de Paris pour son exposition Van Cleef & Arpels: L'Art de la Haute Joaillerie ,,. En décembre 2012, elle ouvre une boutique au 31, rue du Rhône à Genève. Toujours en 2012, Van Cleef & Arpels soutient la création de l'École des Arts Joailliers, dédiée aux savoir-faire, aux pierres et à l'histoire de la joaillerie,.
Du 16 novembre 2013 au 1er mars 2014, une quarantaine de pièces anciennes issues des créations Van Cleef & Arpels sont présentées aux côtés d’une centaine de prêts exceptionnels de collectionneurs et d’une sélection de bijoux Héritage, dans la boutique de Genève.

## L'innovation
Dans les années 1930, la maison crée la Minaudière : alors que Charles Arpels voit une de ses amies - Florence Jay Gould - jeter un rouge à lèvres, un poudrier, des cigarettes et un briquet dans une boite à cigarettes, il imagine une boite précieuse dotée de compartiments dans laquelle la femme peut ranger tous ses objets indispensables (maquillage, miroir, cigarettes, etc.). Il lui donne le nom de La Minaudière, qui est aussi le nom de sa propriété à Flins-sur-Seine.
Van Cleef & Arpels a renouvelé son expertise des pierres précieuses et a gagné une reconnaissance pour la procédure du sertissage connu comme le Serti Mystérieux dont la technique a été brevetée en 1933. Cette technique consiste au sertissage de pierres sans aucune griffe de métal apparente et nécessite un précis savoir faire. La complexité de cette technique est telle que plus de 300 heures de travail sont requises pour la réalisation d’un clip.
En 1938, la société dépose un brevet pour son collier Passe-Partout, dont l’avantage premier est de permettre à la femme d’adapter ses bijoux à ses tenues et envies. L’innovation de ce collier réside dans le système de rails métalliques permettant de glisser une chaine flexible (Tubogaz) et de régler ainsi la longueur du collier grâce à deux clips qui ont la forme de fleurs et qui peuvent également être portés aux oreilles. Cette même année, c’est l’idée du collier Zip qui émerge probablement à la suggestion de la duchesse de Windsor mais celui-ci ne verra le jour qu’en 1950 . Ce collier montre toute l’ingéniosité de l’atelier de création.
Van Cleef & Arpels est labellisé « entreprise du patrimoine vivant ».

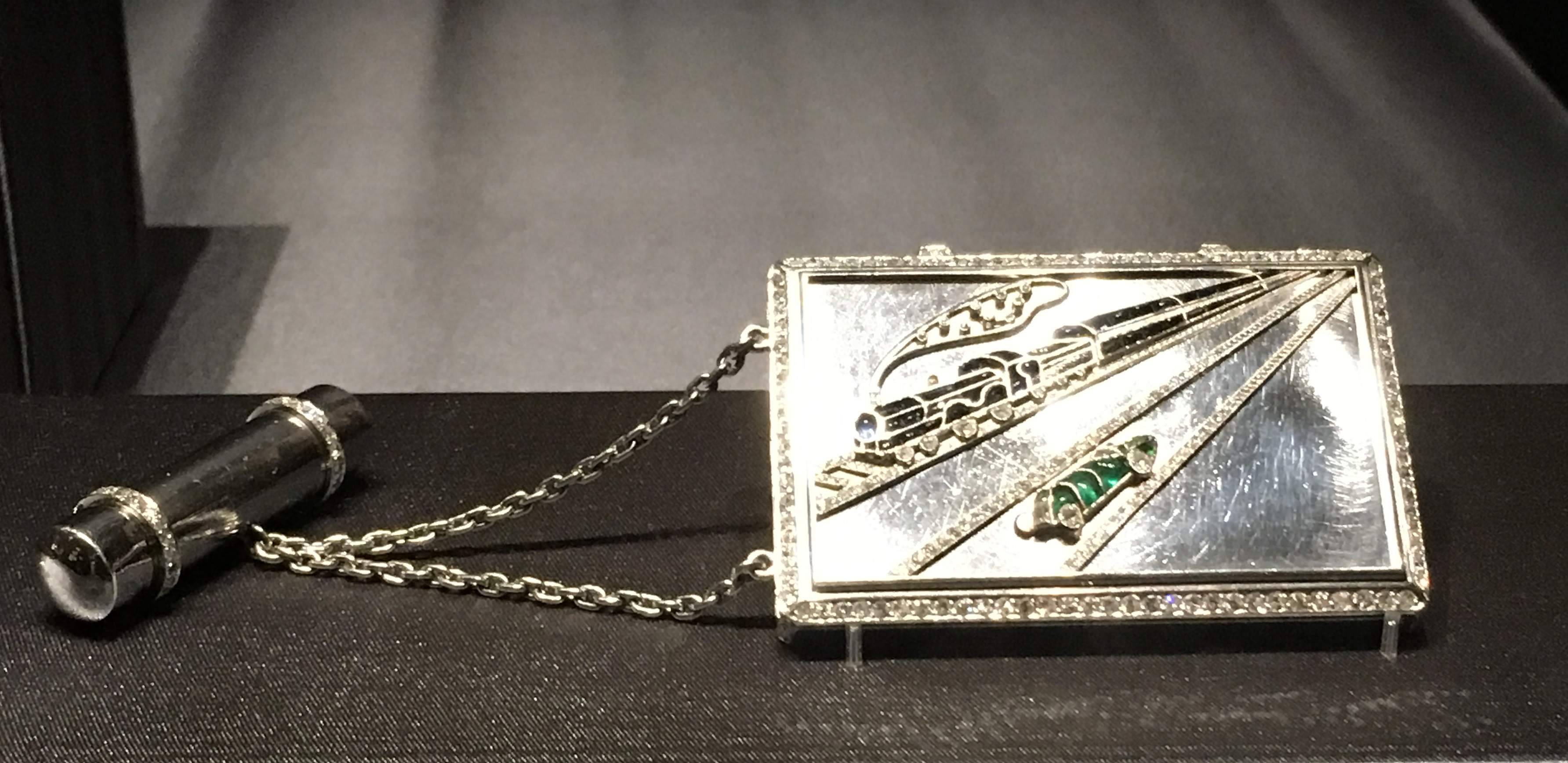
Poudrier le Train bleu - circa 1931
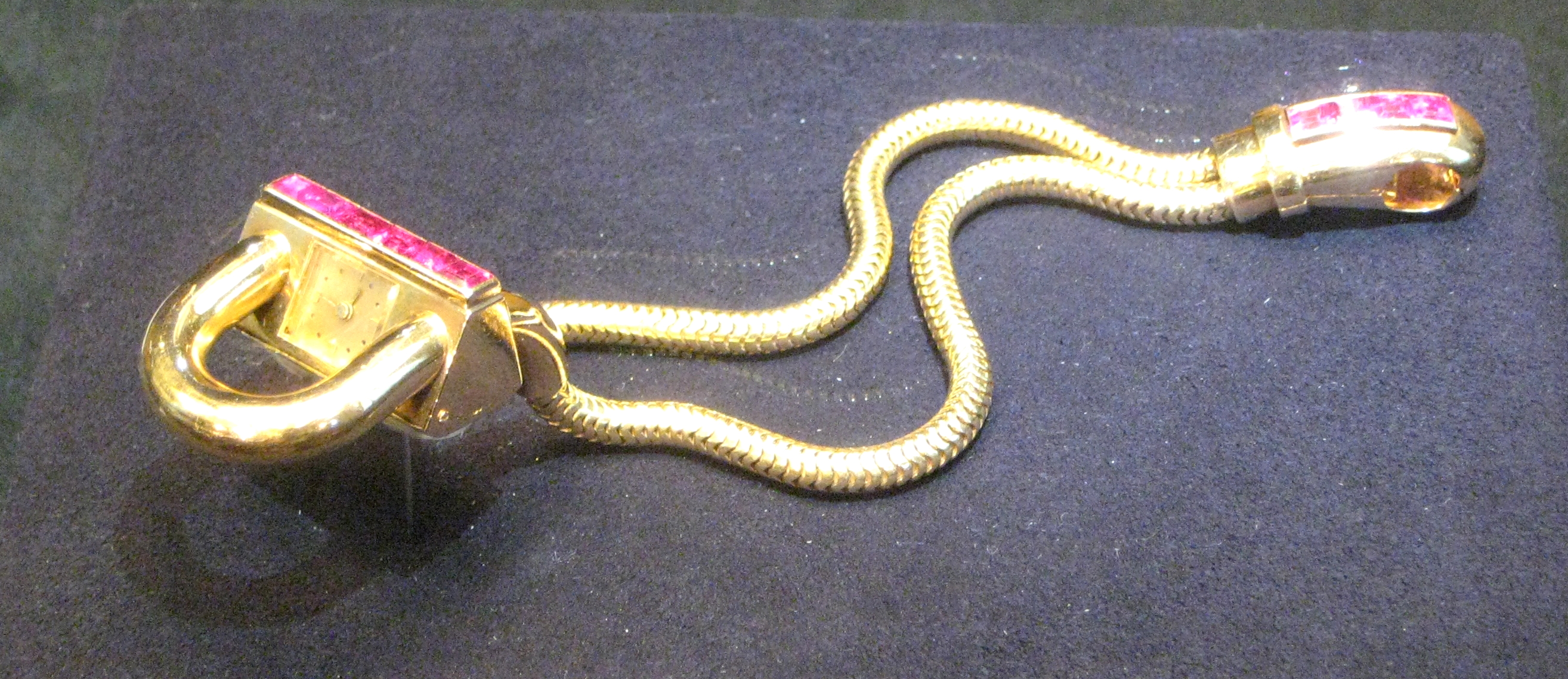
Montre Cadenas 1939

## Haute joaillerie: quelques clientes célèbres de Van Cleef & Arpels
Marlene Dietrich acquit un bracelet Jarretière serti de rubis en 1937,.
Le prince Rainier de Monaco passa commande à Van Cleef & Arpels en 1955 d'une parure qu'il offrit à sa future femme, Grace Kelly, en cadeau de mariage. La Maison devint par la suite le fournisseur officiel de la principauté de Monaco. En 1978, la maison créa le diadème porté par Grace Kelly lors du mariage de la princesse Caroline de Monaco.
Florence Jay Gould, femme très importante dans la société des années 1930 et amie de Charles Arpels, lui a inspiré la création de la Minaudière.
Barbara Hutton, socialite des années 1930, était passionnée par la joaillerie. Elle commanda à Van Cleef & Arpels de nombreux modèles pour cette cliente inconditionnelle notamment un diadème comprenant pas moins de 177 diamants,,.

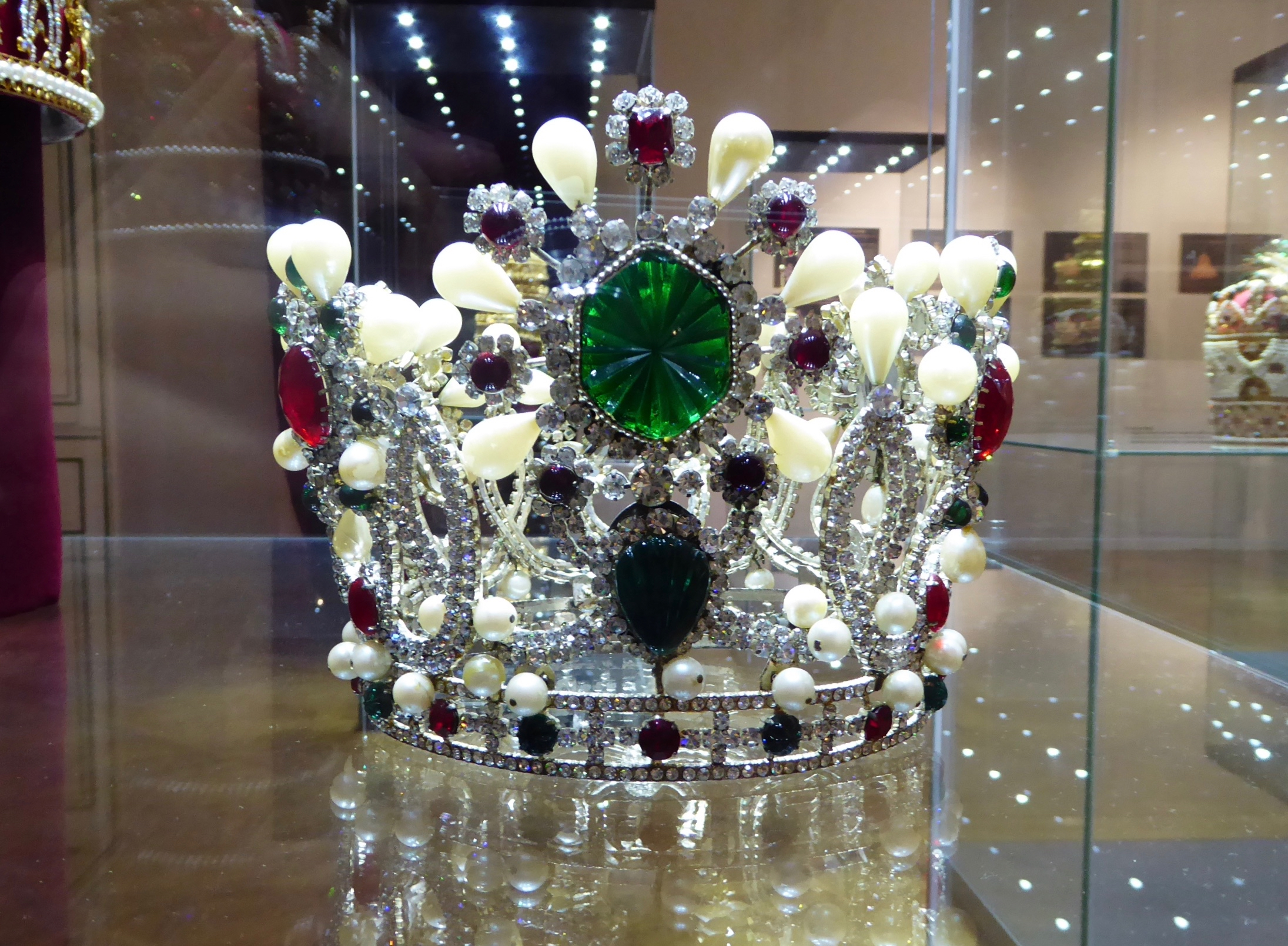
Couronne de l’impératrice Farah d'Iran

L'impératrice Farah d'Iran dont Van Cleef & Arpels créa la couronne et un collier d’émeraudes pour son couronnement ainsi que les parures des sœurs de l’empereur. La création de la couronne nécessita 6 mois de travail et a été réalisée dans la Banque centrale d'Iran car chaque pierre était la propriété de l’État iranien.
La cantatrice Maria Callas était une admiratrice de bijoux et une cliente régulière. En 1967, elle fit l'acquisition du clip Cinq Feuilles,, parfois appelé clip Fleur.
La cantatrice Ganna Walska était propriétaire d’un diamant jaune de 96 carats dans les années 1930. Le propriétaire suivant demanda à la Maison Van Cleef & Arpels d’associer à cette pierre une broche “Oiseau”.
La princesse Salimah Aga Khan, passionnée par la joaillerie, collectionnait les bijoux notamment une parure créée par la Maison comprenant un collier transformable en deux bracelets et un pendentif détachable. Cette parure comprend 745 diamants et 44 émeraudes
La maharani de Baroda était passionnée par les pierres précieuses et possédait pas moins de 300 bijoux dont certains réalisés spécialement pour elle sous la direction de Jacques Arpels.
Et Elizabeth Taylor,.

## Les inspirations de la maison
- Le style floral

Très présent au cours des différentes collections de la maison. Il est illustré par le clip Pivoine créé en 1937 et la collection Frivole.
- La danse

Louis Arpels était passionné par la danse et c’est sous son impulsion qu’ont été créés à New York dans les années 1940 de nombreux modèles illustrant des ballerines et des fées. Cette passion de la danse a également été reprise par Claude Arpels qui a fait la connaissance de George Balanchine, chorégraphe et cofondateur du New-York City Ballet. De cette rencontre est né le ballet Jewels en 1967. En 2007, Van Cleef & Arpels a collaboré avec le London Royal Ballet pour la commémoration du 40e anniversaire du ballet Jewels en créant une collection de Haute Joaillerie : « Ballet Précieux ».
- Les oiseaux

La maison a toujours eu très à cœur de retranscrire la nature notamment par le biais des oiseaux symbolisant la liberté et le mouvement.
- L'amour

L’amour est au cœur de la fondation même de la maison grâce à l’union d’Alfred Van Cleef et d’Estelle Arpels. Ainsi de nombreux bijoux symbolisent l’amour notamment avec la création du clip les Inséparables (Lovebirds) en 1946.
- Le voyage

Les créations de la maison sont fortement inspirées des nombreux voyages réalisés par les têtes pensantes de la Maison. Ainsi, certains bijoux sont inspirés de l’Inde à la suite des voyages de Claude et Pierre Arpels qui s’y rendaient pour y chercher des pierres précieuses. La maison trouve son inspiration dans les faits marquants historiques tels que des bijoux inspirés par l'Égypte ancienne et notamment la découverte du tombeau de Toutânkhamon en 1922.
- La haute couture

Les liens entre la maison et la haute couture ont toujours été étroits. Ainsi en témoigne la création de la Minaudière, véritable accessoire de mode. De nombreuses pièces sont également pensées pour rehausser une tenue. Van Cleef & Arpels a donc créé en hommage à l’art de la mode, si proche de celui de la joaillerie, de très nombreux clips nœuds au cours de son histoire et une collection nommée Couture en 2004. Van Cleef & Arpels est l'un des cinq joailliers autorisés par La Chambre syndicale de la haute couture à défiler durant le calendrier officiel de la Haute couture.
- La chance

« Pour avoir de la chance, il faut croire à la chance », aimait à dire Jacques Arpels, neveu d’Estelle Arpels. Valeur chère à la Maison, la chance a souvent guidé ses pas et inspiré certaines de ses créations les plus emblématiques comme la collection Alhambra.

## Les parfums
En 2007, la maison Van Cleef & Arpels signe un contrat de licence mondial exclusif avec Interparfums.
- First (1976)
- Van Cleef pour Homme (1978)
- Tsar (1989)
- Van Cleef pour Femme (1993)
- Féerie (2008)
- Collection Extraordinaire (2009)
- Oriens (2010)
- Midnight Paris (2010)
- Rêve (2013)
- Féerie Rubis (2015)[54].

## Van Cleef & Arpels au cinéma
- Dans le film Stage Fright (1950) d’Alfred Hitchcock, Marlene Dietrich porte un bracelet Jarretière en or blanc, rubis et diamants[55].
- Pierre Arpels apparaît dans la première scène du film français Fantomas, réalisé en 1964. Van Cleef & Arpels a accepté de prêter sa boutique de la place Vendôme pour ce tournage[56],[57].
- Dans le film La Grande Catherine (1968) de Gordon Flemyng, Jeanne Moreau porte un diadème en émeraudes et diamants, un collier et un clip en diamants Van Cleef & Arpels.
- En 1973, la bijouterie Van Cleef & Arpels sur la Croisette, à Cannes, est au centre de l'intrigue du film de Claude Lelouch : La Bonne Année avec Lino Ventura et Françoise Fabian.
- Dans le film Le Mouton enragé (1973) de Michel Deville, Romy Schneider porte un sautoir Alhambra[58].
- Dans le film Le dernier métro (1980) de François Truffaut, Catherine Deneuve porte un collier Belle Hélène en or jaune et diamants[59].
- Dans le film Bon Voyage (2003) de Jean-Paul Rappeneau, Isabelle Adjani porte des bracelets en diamants et une montre Cadenas.
- Dans le film Carol (2015) de Todd Haynes, Cate Blanchett porte des motifs d’oreilles Fleurettes, un bracelet et un clip Fleurs de Mimosa[60],[61].